# Syv Aars Ulykke
Syv Aars Ulykke er en amerikansk stumfilm fra 1921 af Max Linder.

## Medvirkende
- Max Linder som Max Linder
- Alta Allen som Betty
- Ralph McCullough som John
- Betty Peterson som Mary
- F. B. Crayne
- Chance Ward
- Hugh Saxon